# Recopa Sudamericana 1992
La Recopa Sudamericana 1992 fue la cuarta edición del torneo organizado por la Confederación Sudamericana de Fútbol que enfrentaba al campeón de la Copa Libertadores de América con el campeón de la Supercopa Sudamericana.
El certamen fue disputado por Colo-Colo de Chile, campeón de la Copa Libertadores 1991, y Cruzeiro de Brasil, ganador de la Supercopa Sudamericana 1991. Los equipos se enfrentaron en un único partido llevado a cabo el 19 de abril de 1992 en el Estadio Conmemorativo de la Universiada de la ciudad de Kōbe, Japón. Tras igualar sin goles durante el transcurso de los 90 minutos y la prórroga, el conjunto chileno se llevó la victoria por intermedio de la definición por penales, con un resultado de 5-4, gracias al remate que el arquero Marcelo Ramírez le contuvo a Boiadeiro.
Erróneamente, esta edición ha sido registrada por Rec.Sport.Soccer Statistics Foundation (RSSSF) como correspondiente a la temporada 1991, lo cual no es efectivo, ya que la Confederación Sudamericana de Fútbol (Conmebol) confirmó en 2007 que se trata de la edición de 1992 del torneo internacional.

## Equipos participantes
| Colo-Colo |  | Bandera de Chile  |  | Campeón de la Copa Libertadores 1991      |
| Cruzeiro  |  | Bandera de Brasil |  | Campeón de la Supercopa Sudamericana 1991 |

## Sede
| Japón                                                                                                |                                         |
| Ciudad                                                                                               | Estadio                                 |
| Kōbe                                                                                                 | Estadio Conmemorativo de la Universiada |
| Night view of the CBD · Nankin-machi · Ikuta Shrine · The Former Thomas House · Akashi Kaikyo Bridge |                                         |
| 45 000 espectadores                                                                                  |                                         |

## El partido
| Bandera de Chile | vs. | Bandera de Brasil |
| Colo-Colo 0 (5)  | vs. | Cruzeiro 0 (4)    |

| 19 de abril de 1992 | Colo-Colo                                       | 0:0 (t. s.)(5:4 p.)        | Cruzeiro                                              | Estadio Conmemorativo de la Universiada, Kōbe                      |  |
|                     |                                                 |                            |                                                       | Asistencia: 60 000 espectadores Árbitro(s): Juan Francisco Escobar |  |
|                     |                                                 | Tiros desde el punto penal |                                                       |                                                                    |  |
|                     | Borghi · Adomaitis · Margas · Vilches · Pizarro |                            | Nonato · Boiadeiro · Charles · Paulo Roberto · Paulão |                                                                    |  |

| 1          | POR        | Daniel Morón        | 120' |
| 3          | DEF        | Lizardo Garrido     |      |
| 6          | DEF        | Miguel Ramírez      |      |
| 4          | DEF        | Javier Margas       |      |
| 2          | DEF        | Agustín Salvatierra |      |
| 5          | MED        | Eduardo Vilches     |      |
| 7          | MED        | Gabriel Mendoza     |      |
| 10         | MED        | Jaime Pizarro       |      |
| 8          | MED        | Claudio Borghi      |      |
| 9          | DEL        | Aníbal González     | 90'  |
| 11         | DEL        | Héctor Adomaitis    |      |
| Entrenador | Entrenador | Mirko Jozić         |      |

| 1          | POR        | Paulo César     |     |
| 2          | DEF        | Paulo Roberto   |     |
| 3          | DEF        | Paulão          |     |
| 4          | DEF        | Adílson Batista | 50' |
| 6          | DEF        | Nonato          |     |
| 5          | MED        | Ademir          |     |
| 8          | MED        | Boiadeiro       |     |
| 14         | MED        | Andrade         |     |
| 10         | MED        | Luís Fernando   |     |
| 9          | DEL        | Charles         |     |
| 7          | DEL        | Aélson          | 90' |
| Entrenador | Entrenador | Ênio Andrade    |     |

| 14 | DEL | Hugo Rubio      | 90'  |
| 12 | POR | Marcelo Ramírez | 120' |

| 13 | DEL | Vanderci | 59' |
| 15 | DEL | Macalé   | 70' |

| Amonestado |  | Agustín Salvatierra |

| Amonestado |  | Nonato |

|                  |                  | 0:1 | Acierto de penal         | Nonato                  |
| Claudio Borghi   | Acierto de penal | 1:1 |                          |                         |
|                  |                  | 1:1 | Fallo de penal (atajado) | Marco Antônio Boiadeiro |
| Héctor Adomaitis | Acierto de penal | 2:1 |                          |                         |
|                  |                  | 2:2 | Acierto de penal         | Charles                 |
| Javier Margas    | Acierto de penal | 3:2 |                          |                         |
|                  |                  | 3:3 | Acierto de penal         | Paulo Roberto           |
| Eduardo Vilches  | Acierto de penal | 4:3 |                          |                         |
|                  |                  | 4:4 | Acierto de penal         | Paulão                  |
| Jaime Pizarro    | Acierto de penal | 5:4 |                          |                         |

| Árbitro | Juan Francisco Escobar |

| 1          | POR        | Daniel Morón        | 120' |
| 3          | DEF        | Lizardo Garrido     |      |
| 6          | DEF        | Miguel Ramírez      |      |
| 4          | DEF        | Javier Margas       |      |
| 2          | DEF        | Agustín Salvatierra |      |
| 5          | MED        | Eduardo Vilches     |      |
| 7          | MED        | Gabriel Mendoza     |      |
| 10         | MED        | Jaime Pizarro       |      |
| 8          | MED        | Claudio Borghi      |      |
| 9          | DEL        | Aníbal González     | 90'  |
| 11         | DEL        | Héctor Adomaitis    |      |
| Entrenador | Entrenador | Mirko Jozić         |      |

| 1          | POR        | Paulo César     |     |
| 2          | DEF        | Paulo Roberto   |     |
| 3          | DEF        | Paulão          |     |
| 4          | DEF        | Adílson Batista | 50' |
| 6          | DEF        | Nonato          |     |
| 5          | MED        | Ademir          |     |
| 8          | MED        | Boiadeiro       |     |
| 14         | MED        | Andrade         |     |
| 10         | MED        | Luís Fernando   |     |
| 9          | DEL        | Charles         |     |
| 7          | DEL        | Aélson          | 90' |
| Entrenador | Entrenador | Ênio Andrade    |     |

| 14 | DEL | Hugo Rubio      | 90'  |
| 12 | POR | Marcelo Ramírez | 120' |

| 13 | DEL | Vanderci | 59' |
| 15 | DEL | Macalé   | 70' |

| Amonestado |  | Agustín Salvatierra |

| Amonestado |  | Nonato |

|                  |                  | 0:1 | Acierto de penal         | Nonato                  |
| Claudio Borghi   | Acierto de penal | 1:1 |                          |                         |
|                  |                  | 1:1 | Fallo de penal (atajado) | Marco Antônio Boiadeiro |
| Héctor Adomaitis | Acierto de penal | 2:1 |                          |                         |
|                  |                  | 2:2 | Acierto de penal         | Charles                 |
| Javier Margas    | Acierto de penal | 3:2 |                          |                         |
|                  |                  | 3:3 | Acierto de penal         | Paulo Roberto           |
| Eduardo Vilches  | Acierto de penal | 4:3 |                          |                         |
|                  |                  | 4:4 | Acierto de penal         | Paulão                  |
| Jaime Pizarro    | Acierto de penal | 5:4 |                          |                         |

| Árbitro | Juan Francisco Escobar |

|                               |
|                               |
| Campeón Colo-Colo 1.er título |